# Joshua Fishman
Joshua Fishman, även känd som Joshua A. Fishman, på jiddisch שיקל פֿישמאַן (Shikl Fishman), född 18 juli 1926 i Philadelphia, död 1 mars 2015 i Bronx, var en judisk språksociolog, medborgare i Förenta staterna. Hans far och mor invandrade från Moldavien 1910 och Ukraina 1920. Som medlem av den jiddischtalande judiska minoriteten kom han ägna sitt liv åt jiddisch, etnicitetsfrågor, minoritetsfrågor, språkminoritetsfrågor, språkrevitalisering, tvåspråkighet, tvåspråkig undervisning och språksociologi. Han var en föregångare, förgrundsgestalt och en ledande forskare inom språksociologi och sociolingvistik.